# كلاي روجرز
كلاي روجرز (بالإنجليزية: Clay Rogers)‏ هو سائق سباق أمريكي، ولد في 6 نوفمبر 1980 في موريسفيل في الولايات المتحدة.

## وصلات خارجية
- الموقع الرسمي
- كلاي روجرز على موقع Racing-Reference.info (الإنجليزية)